# Peach Bowl
El Peach Bowl, llamado Chick-fil-A Peach Bowl por razones de patrocinio, es un partido de fútbol americano universitario que se disputa entre equipos de la NCAA desde el año 1968. Actualmente se celebra en el Mercedes-Benz Stadium de la ciudad de Atlanta, estado de Georgia, Estados Unidos. Anteriormente lo hizo en el Grant Field, hasta 1970, en el Atlanta-Fulton County Stadium, entre 1971 y 1991 y en el Georgia Dome entre 1992 y 2016. Entre 2006 y 2013 se conoció como Chick-fil-A Bowl debido al patrocinio de Chick-fil-A.
Tradicionalmente enfrentó a equipos destacados de la Atlantic Coast Conference (ACC) y de la Southeastern Conference (SEC), hasta la temporada 2014, cuando pasó a ser uno de los seis bowls que acogen de manera rotatoria una semifinal del College Football Playoff, y cuando el comité que decide dichos rankings pasó a decidir los contrincantes en el bowl.

## Resultados
| Temporada | Ganador              | Marcador | Perdedor             |
| --------- | -------------------- | -------- | -------------------- |
| 1968      | LSU                  | 31-27    | Florida State        |
| 1969      | West Virginia        | 14-3     | South Carolina       |
| 1970      | Arizona State        | 48-26    | North Carolina       |
| 1971      | Misisipi             | 41-18    | Georgia Tech         |
| 1972      | North Carolina State | 49-13    | West Virginia        |
| 1973      | Georgia              | 17-16    | Maryland             |
| 1974      | Texas Tech           | 6-6      |                      |
| 1974      | Vanderbilt           | 6-6      |                      |
| 1975      | West Virginia        | 13-10    | North Carolina State |
| 1976      | Kentucky             | 21-0     | North Carolina       |
| 1977      | North Carolina State | 24-14    | Iowa State           |
| 1978      | Purdue               | 41-21    | Georgia Tech         |
| 1979      | Baylor               | 24-18    | Clemson              |
| 1980      | Miami                | 20-10    | Virginia Tech        |
| 1981      | West Virginia        | 26-6     | Florida              |
| 1982      | Iowa                 | 28-22    | Tennessee            |
| 1983      | Florida State        | 28-3     | North Carolina       |
| 1984      | Virginia             | 27-24    | Purdue               |
| 1985      | Army                 | 31-29    | Illinois             |
| 1986      | Virginia Tech        | 25-24    | North Carolina State |
| 1987      | Tennessee            | 27-22    | Indiana              |
| 1988      | North Carolina State | 28-23    | Iowa                 |
| 1989      | Syracuse             | 19-18    | Georgia              |
| 1990      | Auburn               | 27-23    | Indiana              |
| 1991      | East Carolina        | 37-34    | North Carolina State |
| 1992      | North Carolina       | 21-17    | Misisipi State       |
| 1993      | Clemson              | 14-13    | Kentucky             |
| 1994      | North Carolina State | 28-24    | Misisipi State       |
| 1995      | Virginia             | 34-27    | Georgia              |
| 1996      | LSU                  | 10-7     | Clemson              |
| 1997      | Auburn               | 21-17    | Clemson              |
| 1998      | Georgia              | 35-33    | Virginia             |
| 1999      | Misisipi State       | 17-7     | Clemson              |
| 2000      | LSU                  | 28-14    | Georgia Tech         |
| 2001      | North Carolina       | 16-10    | Auburn               |
| 2002      | Maryland             | 30-3     | Tennessee            |
| 2003      | Clemson              | 27-14    | Tennessee            |
| 2004      | Miami                | 27-10    | Florida              |
| 2005      | LSU                  | 40-3     | Miami                |
| 2006      | Georgia              | 31-24    | Virginia Tech        |
| 2007      | Auburn               | 23-20    | Clemson              |
| 2008      | LSU                  | 38-3     | Georgia Tech         |
| 2009      | Virginia Tech        | 37-14    | Tennessee            |
| 2010      | Florida State        | 26-17    | South Carolina       |
| 2011      | Auburn               | 43-24    | Virginia             |
| 2012      | Clemson              | 25-24    | LSU                  |
| 2013      | Texas A&M            | 52-48    | Duke                 |
| 2014      | TCU                  | 42-3     | Ole Miss             |
| 2015      | Houston              | 38-24    | Florida State        |
| 2016      | Alabama              | 24-7     | Washington           |
| 2017      | UCF                  | 34-27    | Auburn               |
| 2018      | Florida              | 41-15    | Míchigan             |
| 2019      | LSU                  | 63-28    | Oklahoma             |
| 2020      | Georgia              | 24-21    | Cincinnati           |
| 2021      | Michigan State       | 31-21    | Pittsburgh           |
| 2022      | Georgia              | 42-41    | Ohio State           |
| 2023      | Ole Miss             | 38-25    | Penn State           |
| 2024      | Texas                | 39-31    | Arizona State        |

## Equipos destacados
| Equipo         | Participaciones | Victorias | Conferencia         |
| -------------- | --------------- | --------- | ------------------- |
| LSU            | 7               | 6         | SEC                 |
| Georgia        | 7               | 5         | SEC                 |
| NC State       | 7               | 4         | ACC                 |
| Auburn         | 6               | 4         | SEC                 |
| Clemson        | 8               | 3         | ACC                 |
| West Virginia  | 4               | 3         | Big East / Big 12   |
| North Carolina | 5               | 2         | ACC                 |
| Florida State  | 4               | 2         | Independiente / ACC |
| Virginia       | 4               | 2         | ACC                 |
| Virginia Tech  | 4               | 2         | Big East / ACC      |
| Miami          | 3               | 2         | Big East / ACC      |

## Más participaciones

### Por equipo
| #   | Equipo            | Apariciones | Record |
| --- | ----------------- | ----------- | ------ |
| 1   | Clemson           | 8           | 3–5    |
| T2  | NC State          | 7           | 4–3    |
| T2  | Georgia           | 7           | 5–2    |
| T2  | LSU               | 7           | 6–1    |
| 5   | Auburn            | 6           | 4–2    |
| T6  | North Carolina    | 5           | 2–3    |
| T6  | Tennessee         | 5           | 1–4    |
| T8  | West Virginia     | 4           | 3–1    |
| T8  | Florida State     | 4           | 2–2    |
| T8  | Virginia          | 4           | 2–2    |
| T8  | Virginia Tech     | 4           | 2–2    |
| T8  | Georgia Tech      | 4           | 0–4    |
| T13 | Miami (FL)        | 3           | 2–1    |
| T13 | Florida           | 3           | 1–2    |
| T13 | Mississippi State | 3           | 1–2    |
| T16 | Iowa              | 2           | 1–1    |
| T16 | Kentucky          | 2           | 1–1    |
| T16 | Maryland          | 2           | 1–1    |
| T16 | Mississippi       | 2           | 1–1    |
| T16 | Purdue            | 2           | 1–1    |
| T16 | Indiana           | 2           | 0–2    |
| T16 | South Carolina    | 2           | 0–2    |

Equipos con una sola aparición
Ganaron (11): Alabama, Arizona State, Army, Baylor, East Carolina, Houston, Michigan State, Syracuse, TCU, Texas A&M, UCF

Perdieron (8): Cincinnati, Duke, Illinois, Iowa State, Michigan, Oklahoma, Pittsburgh, Washington

Empataron (2): Texas Tech, Vanderbilt

### Por Conferencia
| Conferencia  | J  | G  | P  | E | Años Campeón | Años Finalista | Empates |
| ------------ | -- | -- | -- | - | --- | --- | ------- |
| SEC          | 38 | 21 | 16 | 1 | 1968, 1971, 1973, 1976, 1987*, 1990, 1996, 1997*, 1998, 1999, 2000, 2005, 2006, 2007, 2008, 2011, 2013, 2016, 2018, 2019, 2020* | 1981, 1982, 1989, 1992*, 1993, 1994*, 1995, 2001, 2002, 2003*, 2004, 2009, 2010, 2012, 2014, 2017*                                   | 1974    |
| ACC          | 37 | 15 | 22 | 0 | 1972, 1977, 1984, 1988, 1992*, 1993, 1994*, 1995, 2001, 2002, 2003*, 2004, 2009, 2010, 2012                                     | 1969, 1970, 1973, 1975, 1976, 1979, 1983, 1986, 1991*, 1996, 1997*, 1998, 1999, 2000, 2005, 2006, 2007, 2008, 2011, 2013, 2015, 2021 |         |
| Independents | 14 | 9  | 5  | 0 | 1969, 1975, 1980*, 1981, 1983, 1985, 1986, 1989, 1991*                                                                          | 1968, 1971, 1972, 1978, 1980* |         |
| Big Ten      | 9  | 3  | 6  | 0 | 1978, 1982, 2021 | 1984, 1985, 1987*, 1988, 1990, 2018                                                                                                  |         |
| The American | 3  | 2  | 1  | 0 | 2015, 2017* | 2020* |         |
| SWC          | 2  | 1  | 0  | 1 | 1979 | | 1974    |
| Big 12       | 2  | 1  | 1  | 0 | 2014 | 2019 |         |
| WAC          | 1  | 1  | 0  | 0 | 1970 | |         |
| Big Eight    | 1  | 0  | 1  | 0 | | 1977 |         |
| Pac-12       | 1  | 0  | 1  | 0 | | 2016 |         |

- Juegos marcados con asterisco (*) fueron en enero del año siguiente.
- Records basados en la conferencia en la que los equipos participaban en ese momento.
- Conferencias inactivas o extintas en FBS están marcadas en cursiva.
  - SWC y Big Eight se incluyen antes de 1996 luego de la fusión de 4 equipos de la Southwest Conference y ocho del Big Eight para crear el Big 12.
  - La WAC no volvió a participar en la FBS football.
- Apariciones independientes: Army (1985), East Carolina (1991*), Florida State (1968, 1983), Georgia Tech (1971, 1978), Miami (FL) (1980*), Syracuse (1989), Virginia Tech (1980*, 1986), West Virginia (1969, 1972, 1975, 1981)
  - El partido de la edición de 1980, jugado en enero de 1981, participaron dos equipos independientes.

## Jugador Más Valioso
| Año            | MVP Ofensivo      | Equipo            | Posición | MVP Defensivo                | Equipo            | Posición |
| -------------- | ----------------- | ----------------- | -------- | ---------------------------- | ----------------- | -------- |
| 1968           | Mike Hillman      | LSU               | QB       | Buddy Millican               | LSU               | DE       |
| 1969           | Ed Williams       | West Virginia     | FB       | Carl Crennel                 | West Virginia     | MG       |
| 1970           | Monroe Eley       | Arizona State     | HB       | Junior Ah You                | Arizona State     | DE       |
| 1971           | Norris Weese      | Mississippi       | QB       | Crowell Armstrong            | Mississippi       | LB       |
| 1972           | Dave Buckey       | NC State          | QB       | George Bell                  | NC State          | DT       |
| 1973           | Louis Carter      | Maryland          | TB       | Sylvester Boler              | Georgia           | LB       |
| 1974           | Larry Isaac       | Texas Tech        | TB       | Dennis Harrison              | Vanderbilt        | DB       |
| 1975           | Dan Kendra        | West Virginia     | QB       | Ray Marshall                 | West Virginia     | LB       |
| 1976           | Rod Stewart       | Kentucky          | TB       | Mike Martin                  | Kentucky          | LB       |
| 1977           | Johnny Evans      | NC State          | QB       | Richard Carter               | NC State          | DB       |
| 1978           | Mark Herrmann     | Purdue            | QB       | Calvin Clark                 | Purdue            | DT       |
| 1979           | Mike Brannan      | Baylor            | QB       | Andrew Melontree             | Baylor            | DE       |
| 1981           | Jim Kelly         | Miami (Florida)   | QB       | Jim Burt                     | Miami (Florida)   | MG       |
| 1981           | Mickey Walczak    | West Virginia     | RB       | Don Stemple                  | West Virginia     | DB       |
| 1982           | Chuck Long        | Iowa              | QB       | Clay Uhlenhake               | Iowa              | DT       |
| 1983           | Eric Thomas       | Florida State     | QB       | Alphonso Carreker            | Florida State     | DT       |
| 1984           | Howard Petty      | Virginia          | TB       | Ray Daly                     | Virginia          | CB       |
| 1985           | Rob Healy         | Army              | QB       | Peel Chronister              | Army              | S        |
| 1986           | Erik Kramer       | NC State          | QB       | Derrick Taylor               | NC State          | CB       |
| 1988           | Reggie Cobb       | Tennessee         | TB       | Van Waiters                  | Indiana           | LB       |
| 1988           | Shane Montgomery  | NC State          | QB       | Michael Brooks               | NC State          | CB       |
| 1989           | Michael Owens     | Syracuse          | RB       | Terry Wooden                 | Syracuse          | LB       |
| 1989           | Rodney Hampton    | Georgia           | RB       | Morris Lewis                 | Georgia           | LB       |
| 1990           | Stan White        | Auburn            | QB       | Darrel Crawford              | Auburn            | LB       |
| 1990           | Vaughn Dunbar     | Indiana           | RB       | Mike Dumas                   | Indiana           | FS       |
| 1992           | Jeff Blake        | East Carolina     | QB       | Robert Jones                 | East Carolina     | LB       |
| 1992           | Terry Jordan      | NC State          | QB       | Billy Ray Haynes             | NC State          | DB       |
| Enero 1993     | Natrone Means     | North Carolina    | RB       | Bracey Walker                | North Carolina    | DB       |
| Enero 1993     | Greg Plump        | Mississippi State | QB       | Marc Woodard                 | Mississippi State | LB       |
| Diciembre 1993 | Emory Smith       | Clemson           | RB       | Brentson Buckner             | Clemson           | DE       |
| Diciembre 1993 | Pookie Jones      | Kentucky          | QB       | Zane Beehn                   | Kentucky          | LB       |
| Enero 1995     | Tremayne Stephens | NC State          | RB       | Damien Covington Carl Reeves | NC State          | ILB DT   |
| Enero 1995     | Tim Rogers        | Mississippi State | K        | Larry Williams               | Mississippi State | DL       |
| Diciembre 1995 | Tiki Barber       | Virginia          | RB       | Skeet Jones                  | Virginia          | LB       |
| Diciembre 1995 | Hines Ward        | Georgia           | QB       | Whit Marshall                | Georgia           | LB       |
| 1996           | Herb Tyler        | LSU               | QB       | Anthony McFarland            | LSU               | DL       |
| 1996           | Raymond Priester  | Clemson           | RB       | Trevor Pryce                 | Clemson           | LB       |
| Enero 1998     | Dameyune Craig    | Auburn            | QB       | Takeo Spikes                 | Auburn            | LB       |
| Enero 1998     | Raymond Priester  | Clemson           | RB       | Anthony Simmons              | Clemson           | LB       |
| Diciembre 1998 | Olandis Gary      | Georgia           | RB       | Champ Bailey                 | Georgia           | DB       |
| Diciembre 1998 | Aaron Brooks      | Virginia          | QB       | Wali Rainer                  | Virginia          | LB       |
| 1999           | Wayne Madkin      | Mississippi State | QB       | Keith Adams                  | Clemson           | LB       |
| 2000           | Rohan Davey       | LSU               | QB       | Bradie James                 | LSU               | LB       |
| 2001           | Ronald Curry      | North Carolina    | QB       | Ryan Sims                    | North Carolina    | DL       |
| 2002           | Scott McBrien     | Maryland          | QB       | E.J. Henderson               | Maryland          | LB       |
| Enero 2004     | Chad Jasmin       | Clemson           | RB       | Leroy Hill                   | Clemson           | LB       |
| Diciembre 2004 | Roscoe Parrish    | Miami (Florida)   | WR       | Devin Hester                 | Miami (Florida)   | CB       |
| 2005           | Matt Flynn        | LSU               | QB       | Jim Morris                   | Miami (Florida)   | DT       |
| 2006           | Matthew Stafford  | Georgia           | QB       | Tony Taylor                  | Georgia           | LB       |
| 2007           | C. J. Spiller     | Clemson           | RB       | Pat Sims                     | Auburn            | DT       |
| 2008           | Jordan Jefferson  | LSU               | QB       | Perry Riley                  | LSU               | LB       |
| 2009           | Ryan Williams     | Virginia Tech     | RB       | Cody Grimm                   | Virginia Tech     | LB       |
| 2010           | Chris Thompson    | Florida State     | RB       | Greg Reid                    | Florida State     | CB       |
| 2011           | Onterio McCalebb  | Auburn            | RB       | Chris Davis                  | Auburn            | CB       |
| 2012           | Tajh Boyd         | Clemson           | QB       | Kevin Minter                 | LSU               | LB       |
| 2013           | Johnny Manziel    | Texas A&M         | QB       | Toney Hurd Jr.               | Texas A&M         | DB       |
| 2014           | Trevone Boykin    | TCU               | QB       | James McFarland              | TCU               | DE       |
| 2015           | Greg Ward, Jr.    | Houston           | QB       | William Jackson III          | Houston           | CB       |
| 2016           | Bo Scarbrough     | Alabama           | RB       | Ryan Anderson                | Alabama           | LB       |
| Enero 2018     | McKenzie Milton   | UCF               | QB       | Shaquem Griffin              | UCF               | LB       |
| Diciembre 2018 | Feleipe Franks    | Florida           | QB       | Chauncey Gardner-Johnson     | Florida           | DB       |
| 2019           | Joe Burrow        | LSU               | QB       | K'Lavon Chaisson             | LSU               | LB       |
| Enero 2021     | Jack Podlesny     | Georgia           | K        | Azeez Ojulari                | Georgia           | LB       |
| Diciembre 2021 | Jayden Reed       | Michigan State    | WR       | Cal Haladay                  | Michigan State    | LB       |

## Récords
| Equipo                                | Record, Equipo vs. Rival                                      | Año       |
| ------------------------------------- | ------------------------------------------------------------- | --------- |
| Más Puntos Anotados (ambos)           | 100, Texas A&M (52) vs. Duke (48)                             | 2013      |
| Más Puntos Anotados (un equipo)       | 63, LSU (63) vs. Oklahoma (28)                                | 2019      |
| Más Puntos Anotados (equipo perdedor) | 48, Duke (48) vs. Texas A&M (52)                              | 2013      |
| Menos puntos anotados (ambos)         | 12, Vanderbilt (6) vs. Texas Tech (6)                         | 1974      |
| Menos puntos recibidos                | 0, Kentucky vs. North Carolina (0)                            | 1976      |
| Mayor victoria                        | 39, TCU (42) vs. Mississippi (3)                              | 2014      |
| Yardas Totales                        | 693, LSU vs. Oklahoma                                         | 2019      |
| Yardas Terrestres                     | 356, West Virginia vs. South Carolina                         | 1969      |
| Yardas Aéreas                         | 493, LSU vs. Oklahoma                                         | 2019      |
| Primer down                           | 32, Clemson vs. LSU                                           | 2012      |
| Menos Yardas Totales Permitidas       | 105, West Virginia vs. Florida                                | 1981      |
| Menos Yardas Terrestres Permitidas    | 5, Virginia Tech vs. Tennessee                                | 2009      |
| Menos Yardas Aéreas Permitidas        | 3, South Carolina vs. West Virginia                           | 1969      |
| Individual                            | Record, Jugador, Equipo                                       | Año       |
| Yardas Totales                        | 469, Hines Ward (Georgia)                                     | 1995      |
| Touchdowns Totales                    | 8, Joe Burrow (LSU)                                           | 2019      |
| Yardas Terrestres                     | 208, Ed Williams (West Virginia)                              | 1969      |
| Touchdowns Terrestres                 | 3, 7 Jugadores                                                | Varios    |
| Yardas Aéreas                         | 493, Joe Burrow (LSU)                                         | 2019      |
| Touchdowns Aéreos                     | 7, Joe Burrow (LSU)                                           | 2019      |
| Yardas por Recepción                  | 227, Justin Jefferson (LSU)                                   | 2019      |
| Touchdowns por Recepción              | 4, Justin Jefferson (LSU)                                     | 2019      |
| Tackles                               |                                                               |           |
| Sacks                                 |                                                               |           |
| Intercepciones                        | 3, Michael Brooks (NC State)                                  | 1988      |
| Jugadas Largas                        | Record, Nombre, Equipo                                        | Año       |
| Touchdown por tierra más largo        | 83 yds., C. J. Spiller (Clemson)                              | 2007      |
| Touchdown por pase más largo          | 82 yds., Mike Groh to Demetrius Allen (Virginia)              | 1995      |
| Regreso de Patada                     | 83 yds., Demetrius Allen (Virginia)                           | 1995      |
| Regreso de Despeje                    | 79 yds., Steve Suter (Maryland)                               | 2002      |
| Intercepción más larga                | 78 yds., Cal Haladay (Michigan State)                         | 2021      |
| Fumble return                         |                                                               |           |
| Despeje más Largo                     | 67 yds., Damon Duval (Auburn)                                 | 2001      |
| Gol de Campo Más Largo                | 53 yds., Compartido: Colt David (LSU) Jack Podlesny (Georgia) | 2008 2021 |
| Otros                                 | Record, Equipo vs. Equipo                                     | Año       |
| Mayor Asistencia                      | 75,996, Alabama vs. Washington                                | 2016      |

- Fuente:[1]